# Nomina dei vescovi cattolici
La nomina dei vescovi nella Chiesa cattolica è un procedimento complesso. I vescovi dimissionari, i vescovi delle diocesi vicine, i fedeli, il nunzio apostolico, vari dicasteri della Curia romana e il papa hanno un ruolo nella selezione. Il processo esatto varia a seconda di un certo numero di fattori, inclusi se il vescovo provenga dalla Chiesa latina o da una delle Chiese cattoliche orientali, dalla posizione geografica della diocesi, dall'ufficio che il candidato deve occupare e dal fatto che il candidato abbia già ricevuto l'ordinazione episcopale.

## Storia
Inizialmente i vescovi venivano scelti dal clero locale con l'approvazione dei vescovi vicini. "Un vescovo appena eletto viene insediato e gli viene concessa autorità [...] dai vescovi che hanno supervisionato l'elezione e hanno eseguito l'ordinazione". I vescovi delle diocesi più importanti chiedevano l'accettazione da Roma. I primi padri della Chiesa testimoniano che la Chiesa di Roma, e in effetti la sua diocesi, era il punto centrale dell'autorità. Ciò attesta la dipendenza della Chiesa universale da Roma per consulenze, mediazione di controversie e per la guida su questioni dottrinali. Ignazio di Antiochia affermava che la Città Eterna "detiene la presidenza" tra le altre Chiese. Ireneo di Lione affermava che "a causa della sua origine superiore, tutte le Chiese devono essere d'accordo" con Roma. Entrambi affermano chiaramente il fatto che è la piena comunione con Roma e con il suo vescovo a originare la comunione nella Chiesa cattolica. Anche Tascio Cecilio Cipriano dice che Roma è "la Chiesa principale, in cui l'unità sacerdotale ha la sua fonte". Al momento del primo Concilio di Nicea, nel 325, il vescovo metropolita aveva un ruolo di grande importanza nella selezione. Il Concilio decretò che il consenso del vescovo metropolita sarebbe stato normalmente richiesto.
Più tardi, le autorità statali chiesero il loro consenso per l'elezione dei vescovi. Nel Medioevo i governanti richiesero non solo il loro consenso per un'elezione compiuta da altri, ma il diritto di scegliere direttamente i vescovi poiché spesso questi erano anche signori di un determinato territorio del regno. La lotta per le investiture che ne scaturì modificò il processo in una certa misura, ma successive concessioni portarono alla situazione in cui molti re e altre autorità secolari abbiano esercitato un diritto di nomina o almeno di veto o di presentazione in alcuni casi fino alla seconda metà del XX secolo.
Fu nel 1871 che si verificò un cambiamento radicale nel diritto e nella pratica. In quell'anno la legge delle Guarentigie diede al papa il diritto di scegliere i vescovi del Regno d'Italia. La nomina dei vescovi delle 237 diocesi, dopo l'unità d'Italia, era infatti nelle mani del re Vittorio Emanuele II di Savoia. Anche se il papa disapprovò la legge, ne approfittò per nominare nei sette mesi successivi, 102 nuovi vescovi in Italia. Prima dell'unità d'Italia erano i diversi sovrani a fare le nomine e il papa nominava solo i vescovi delle diocesi dello Stato della Chiesa. La legge francese sulla separazione tra Stato e Chiesa del 1905 ebbe un effetto simile nella nomina dei vescovi nei territori governati dalla Francia. All'inizio del XX secolo la nomina papale dei vescovi cattolici era una pratica quasi universale salvo che in Spagna, in virtù del patronato regio, e in Portogallo, in virtù del padroado, dove la nomina dei vescovi cattolici rimase nelle mani delle autorità civili.
Il Codice Piano Benedettino del 1917 fu così in grado di affermare che, nella Chiesa romana, la decisione era effettuata dal papa. Nel corso del XX secolo, i privilegi di cui godevano le restanti autorità secolari gradualmente diminuirono, tanto più che il Concilio Vaticano II (1962 - 1965), dichiarò che il diritto di nominare i vescovi appartiene di per sé esclusivamente all'autorità ecclesiastica competente e chiese le autorità civili che avevano ancora diritti e privilegi in questo campo di rinunciarvi volontariamente.

## Procedure di nomina dei vescovi

### Vescovi della Chiesa cattolica di rito latino

#### Presentazione delle dimissioni e vacanza della sede
Il canone 401 §1 del Codice di diritto canonico afferma che i vescovi diocesani sono invitati a presentare le loro dimissioni al papa al raggiungimento del 75º anno di età. Alcuni lo fanno prima, al fine di ottenere immediatamente le dimissioni al compimento del 75º genetliaco. I vescovi dovrebbero presentare le dimissioni anche qualora problemi di salute o altri gravi questioni li rendessero inadatti all'adempimento del loro ufficio. La lettera di dimissioni va inviata prima al nunzio apostolico o al delegato apostolico, il rappresentante del papa nel paese o nella regione, il quale, una volta ricevuta, la trasmette al dicastero della Santa Sede che ha responsabilità della selezione dei vescovi per il paese in questione: il Dicastero per l'evangelizzazione nel caso dei Paesi di missione, il Dicastero per le Chiese orientali per i vescovi latini in alcuni paesi del Medio Oriente e in Grecia, la Segreteria di Stato della Santa Sede se al governo del paese è stato concesso il diritto di presentare obiezioni di "natura politica generale", ma non di tipo meramente politico, o se in qualche altro modo è coinvolto nella nomina dei vescovi. In generale il dicastero preposto è il Dicastero per i vescovi. Il dicastero preposto presenta l'offerta di dimissioni del vescovo al papa che ha diverse possibilità di rifiutare l'offerta di dimissioni o di accettarla con effetto immediato. Nel caso di vescovi diocesani che hanno raggiunto i 75 anni, la decisione più tipica è quella di accettare le dimissioni ma con effetto solo dalla data di pubblicazione della nomina di un successore, una decisione conosciuta come accettazione nunc pro tunc (ora per allora).
Se le dimissioni sono accettate con effetto immediato, la sede episcopale diventa vacante al momento pubblicazione della decisione del papa. La vacanza di una sede può verificarsi anche a causa del trasferimento di un vescovo a un'altra diocesi o per la sua morte. Nel caso di un'accettazione nunc pro tunc, la sede non diventa vacante immediatamente ma il processo che porta alla nomina di un successore inizia senza indugio.

#### Scelta del candidato
Un elemento importante nella scelta di un vescovo è l'elenco dei sacerdoti, sia del clero diocesano che di quello religioso, che i vescovi della provincia ecclesiastica o dell'intera Conferenza episcopale presentano come genericamente adeguati a guidare una diocesi (senza alcun riferimento ad alcuna particolare considerazione). Essi sono tenuti a redigere questa lista almeno una volta ogni tre anni, in modo che sia sempre recente.
Quando si deve nominare il vescovo di una diocesi, il rappresentante pontificio (nunzio o delegato apostolico) chiede al vescovo dimissionario o, in caso di sede vacante, al vicario generale uscente o all'amministratore diocesano di redigere una relazione sulla sua situazione e sulle necessità della circoscrizione. Il relatore sarà il vescovo che ha presentato le sue dimissioni o, se la sede è vacante, l'amministratore diocesano o l'amministratore apostolico. Il rappresentante pontificio è anche obbligato a consultare l'arcivescovo metropolita e gli altri vescovi della provincia, il presidente della Conferenza episcopale e almeno alcuni membri del collegio dei consultori e del capitolo della cattedrale. Può consultare anche altre persone, sia membri del clero diocesano o religioso che "laici di saggezza eccezionale".
La legge canonica insiste affinché le persone consultate forniscano informazioni e esprimano le loro opinioni in modo confidenziale, richiedendo loro di essere consultate "individualmente e in segreto". Di conseguenza, quando l'Irish Times il 12 aprile 2007 pubblicò il testo della lettera con cui l'arcivescovo Giuseppe Lazzarotto, nunzio apostolico in Irlanda, aveva consultato alcuni sacerdoti sulla scelta del loro vescovo successivo, affermò: "Tutti gli aspetti relativi al processo di nomina episcopale dovrebbero essere trattati con la massima riservatezza. Credo che capirete che non posso lasciare questa pratica".
Il nunzio compila poi una breve lista di tre candidati per ulteriori indagini e cerca informazioni precise su ognuno di essi. Per evitare che la gente pensi che un prete presente sulla terna e poi non scelto per la carica fosse stato escluso a causa di qualche colpa trovata in lui (una conclusione ingiustificata, poiché tutti coloro che vengono esaminati potrebbero essere eminentemente degni e adatti, ma solo uno può essere selezionato), il nunzio chiede alle persone consultate di osservare la massima riservatezza sul fatto della consultazione. Quindi invierà alla Santa Sede una lista, nota come "terna", con i nomi dei tre candidati che sembrano essere più appropriati a ricoprire l'ufficio.
Le qualità che un candidato deve avere sono elencate nel canone 378 §1. Oltre ad avere almeno 35 anni ed essere sacerdote da almeno 5 anni, deve essere "eminente per fede salda, buoni costumi, pietà, zelo per le anime, saggezza, prudenza e virtù umane, e inoltre dotato di tutte le altre qualità che lo rendono adatto a compiere l'ufficio in questione" e aver "conseguito la laurea dottorale o almeno la licenza in Sacra Scrittura, teologia o diritto canonico in un istituto di studi superiori approvato dalla Sede Apostolica, oppure sia almeno veramente esperto in tali discipline".
Il dicastero della Curia romana responsabile della nomina (uno dei quattro di cui sopra) studia la documentazione fornita dal nunzio tenendo conto della sua opinione ma non necessariamente accettandola; potrebbe anche rifiutare tutti i candidati proposti dal nunzio e chiedergli di preparare un'altra lista, oppure potrebbe chiedergli di fornire maggiori informazioni su uno o più sacerdoti già presentati. Quando il dicastero competente decide quale prete debba essere nominato, presenta le sue conclusioni al papa, chiedendogli di fare la nomina. Se il Santo Padre concorda, la nomina papale viene comunicata al nunzio per ottenere il consenso del sacerdote alla sua nomina e per scegliere una data per la pubblicazione di quanto deciso. Il vescovo appena nominato è tenuto a ricevere la consacrazione episcopale entro tre mesi dall'arrivo della bolla papale di nomina, preparata in genere un mese dopo la pubblicazione. Se la consacrazione avviene all'interno della diocesi, l'eletto prende immediatamente possesso dell'ufficio; se avviene altrove, dopo la consacrazione è necessario un atto separato per la presa di possesso della diocesi.
Portare il processo a una conclusione ovviamente richiede molto tempo, di solito sono necessari almeno nove mesi e in alcuni casi anche due anni.

#### Nomina di un vescovo ausiliare
La procedura sopra descritta è quella normale per la nomina di un vescovo diocesano. Nel caso della nomina di un vescovo ausiliare, il vescovo diocesano sceglie tre sacerdoti da presentare per la nomina ma il nunzio ha ancora il dovere di raccogliere informazioni e opinioni sui candidati e il dicastero competente può scegliere uno di loro o chiedere un diverso elenco di candidati da presentare.
In alcuni paesi, il capitolo della cattedrale o un ufficio analogo decide sui tre nomi da inviare, attraverso il nunzio, alla Santa Sede. Con i nomi, il nunzio invia le informazioni che ha raccolto sui candidati. Se nessuno dei tre candidati è accettabile per la Santa Sede, al capitolo viene richiesto un altro elenco. Tuttavia, la Santa Sede può rifiutare l'elenco nella sua interezza e nominare qualcuno non proposto dal capitolo. In altri casi il capitolo della cattedrale sceglie il vescovo in una terna compilata dalla Santa Sede.

#### Nomina degli ordinari
Per gli ordinariati personali, istituiti in conformità alla costituzione apostolica Anglicanorum coetibus, pubblicata da papa Benedetto XVI il 4 novembre 2009, per rispetto della tradizione sinodale dell'anglicanesimo, l'ordinario viene nominato dal Romano Pontefice in una terna di nomi presentata dal Consiglio direttivo (CN Art. 4 § 1).

#### Revoca del diritto di nomina dei vescovi alle autorità civili
In passato, furono concessi a re e ad altre autorità civili privilegi nella nomina dei vescovi. In conformità alle decisioni del Concilio Vaticano II, il nuovo Codice di diritto canonico stabilisce che "per il futuro non verrà concesso alle autorità civili alcun diritto e privilegio di elezione, nomina, presentazione o designazione dei vescovi". In circa una dozzina di paesi, il governo civile ha ancora il diritto di essere consultato, o di presentare candidati.

### Vescovi delle Chiese cattoliche orientali
L'elezione dei vescovi nelle Chiese cattoliche di rito orientale è regolamentata dai canoni 180-189 del Codice dei canoni delle Chiese orientali. Il canone 181 stabilisce due procedure distinte:
- nelle Chiese patriarcali e nelle Chiese arcivescovili maggiori,[24] entro i confini del territorio proprio, ossia del territorio di nascita delle suddette Chiese, i vescovi sono eletti dal Sinodo dei vescovi della Chiesa patriarcale o arcivescovile maggiore;[25]
- in tutti gli altri casi, la nomina spetta alla Santa Sede. In questo caso si tratta dei vescovi eparchiali, coadiutori, ausiliari di diocesi costituite fuori dai territori propri dei Patriarcati e delle Chiese arcivescovili maggiori; dei vescovi delle Chiese Metropolitane sui iuris, delle diocesi di cui ai canoni 174-176 del Codice dei canoni delle Chiese orientali[26] e delle altre circoscrizioni ecclesiastiche immediatamente soggette alla Santa Sede.[27]

Prima dell'elezione di un vescovo, il sinodo patriarcale considera i nomi proposti dai suoi membri ed elabora un elenco di quelli che ritiene validi candidati all'episcopato. Questo viene comunicato al papa e qualsiasi nome per cui rifiuta il suo assenso viene rimosso dall'elenco.  Quando il sinodo si riunisce per eleggere un vescovo non è richiesta alcuna procedura se la persona scelta è presente nell'elenco. Se non è presente è necessaria l'approvazione del papa prima di chiedere al nuovo eletto di accettare la nomina. La procedura è la stessa per le Chiese guidate da un arcivescovo maggiore. Nei bollettini ufficiali e nei mezzi di informazione della Santa Sede queste nomine sono pubblicate in una sezione riservata. La procedura per la nomina di vescovi di altre Chiese orientali e di quei vescovi di Chiese patriarcali e arcivescovili maggiori che operano al di fuori del territorio proprio della Chiesa in questione è simile a quella dei vescovi latini e le nomine sono pubblicate come atti del pontefice.

### Pubblicazione
Rinunce e nomine ecclesiastiche sono pubblicate mensilmente negli Acta Apostolicae Sedis, unico organo ufficiale della Santa Sede a partire dal 1909. 

Rinunce e nomine di autorità episcopali, corredate da relative schede biografiche, sono rese note anche nel Bollettino quotidiano a cura della Sala stampa della Santa Sede.

## Casi particolari
Vi sono diocesi nelle quali le procedure per la nomina dei vescovi vedono coinvolti in prima persona i capitoli delle cattedrali o le autorità civili, che eleggono il vescovo in forza di «diritti acquisiti o antichi privilegi, in genere ratificati mediante convenzioni con gli Stati».

### L'elezione da parte dei capitoli delle cattedrali
Questo privilegio è concesso soprattutto ai capitoli di alcune diocesi europee dell'area di lingua tedesca, e cioè in Germania, in Svizzera e in Austria.

#### In Austria
Un antico privilegio, confermato dal concordato con l'Austria del 1933 tuttora vigente, concede al capitolo metropolitano dell'arcidiocesi di Salisburgo il diritto di eleggere il proprio vescovo su una terna di nomi proposta dalla Santa Sede, che in seguito procederà alla nomina canonica dell'eletto.

#### In Svizzera
Nelle tre diocesi svizzere di lingua tedesca, Basilea, Coira e San Gallo, il vescovo è eletto, con procedure simili ma non identiche, dai capitoli delle cattedrali, in base ad accordi presi dalla Santa Sede con le rispettive autorità cantonali.
Diocesi di Basilea
In base alla Convenzione stipulata con alcuni cantoni svizzeri il 26 marzo 1828, confermata dalla bolla Inter praecipua del 7 maggio successivo, il diritto di eleggere il vescovo spetta al capitolo dei canonici della cattedrale di Soletta, su una lista di sei nomi redatta dopo aver sentito i vari gruppi ecclesiali della diocesi (sacerdoti, religiosi, parrocchie, associazioni, ecc.). Il nome dell'eletto viene poi comunicato segretamente a Roma, che procede nei suoi confronti con un processo informativo; se ritenuto idoneo, riceve la conferma canonica, altrimenti si ripete la procedura.
Diocesi di Coira
In forza del decreto Etsi salva della Congregazione Concistoriale del 28 luglio 1948, che abolisce i privilegi stabiliti dal Concordato di Vienna del 1448, nella diocesi di Coira il diritto di elezione del vescovo spetta al capitolo dei canonici della cattedrale su una terna di nomi proposta dalla Santa Sede. Dal 1448 al 1948 il capitolo era invece completamente libero nella scelta del vescovo.
Diocesi di San Gallo
La Convenzione stipulata con il Canton San Gallo il 7 novembre 1845 e la successiva bolla pontificia Instabilis rerum del 1847 stabiliscono che il diritto di elezione del vescovo spetta al capitolo dei canonici della cattedrale, secondo questa procedura: dopo aver consultato le componenti della comunità diocesana, il capitolo redige un elenco di sei nomi che viene segretamente inviato a Roma per accertarne l'idoneità; se la Santa Sede approva la lista, il capitolo procede all'elezione del vescovo, che riceve in seguito la conferma pontificia e l'istituzione canonica.

#### In Germania
«La situazione in Germania è assai variegata, dipendendo dai diversi concordati fra la Santa Sede e i Länder che costituiscono la Repubblica federale tedesca. Il Concordato germanico del 1933 non contiene infatti disposizioni speciali per la nomina dei vescovi, ma rimanda alle precedenti convenzioni con la Baviera, la Prussia e il Baden.»
Se si eccettua il concordato con la Baviera del 1924, che prevede la libera nomina dei vescovi da parte del papa per le diocesi di Monaco e Frisinga, Eichstätt, Spira, Würzburg, Augusta, Passau e Ratisbona, gli altri due concordati prevedono l'intervento attivo dei capitoli delle cattedrali. Inoltre, per le nuove diocesi cattoliche istituite in Germania dopo la seconda guerra mondiale, i concordati con i Länder di appartenenza richiamano esplicitamente quello con la Prussia.
Concordato con la Prussia (1929)
Il concordato prussiano del 14 aprile 1929 stabilisce che in occasione della vacanza delle sedi di Colonia, Paderborn, Berlino, Aquisgrana, Limburgo, Münster, Osnabrück, Treviri, Fulda e Hildesheim, i rispettivi capitoli e gli altri vescovi della Prussia presentino alla Santa Sede liste di nomi di candidati all'episcopato; tenendo presente queste liste, Roma propone al capitolo della diocesi vacante tre persone, tra le quali il capitolo elegge il vescovo. Successivamente l'eletto viene confermato e nominato dalla Santa Sede. Una postilla in calce al concordato, rivela che, nel formulare la terna di eleggibili, la Santa Sede non è comunque vincolata dalle liste che gli vengono presentate.
Concordato con il Baden (1932)
Il concordato con la Repubblica di Baden del 12 novembre 1932 si riferisce unicamente all'arcidiocesi di Friburgo in Brisgovia. Esso prevede che, vacante la sede metropolitana, il capitolo dei canonici della cattedrale presenti alla Santa Sede una lista di candidati; tenendo conto di questa lista, e di quelle che annualmente l'arcivescovo deve inviare a Roma, la Santa Sede formula un elenco di tre candidati, tra i quali il capitolo è chiamato a eleggere il proprio vescovo, che in seguito riceverà la conferma canonica da parte del papa.
Il Concordato con il Reich del 1933 ha esteso questa procedura anche alle diocesi di Rottenburg, Magonza e Meissen.
Dopo il 1945
Dopo la seconda guerra mondiale e soprattutto dopo la caduta del Muro di Berlino, la Santa Sede ha proceduto all'erezione di nuove diocesi tedesche, ognuna accompagnata da una convenzione con i rispettivi Länder di appartenenza. Per la diocesi di Essen, eretta nel 1957, la convenzione stipulata tra la Santa Sede e il land della Renania Settentrionale-Vestfalia prevede l'applicazione della procedura prevista dal Concordato con la Prussia del 1929, di cui la nuova convenzione costituisce un accordo supplementare. Anche per le diocesi di Erfurt, Magdeburgo, Görlitz e Amburgo, erette nel 1994, le rispettive convenzioni stabiliscono che per la nomina dei vescovi vale quanto stipulato dall'articolo 6 del concordato prussiano.

### L'elezione da parte delle autorità civili
L'unico caso in cui oggi, almeno formalmente, è un capo di Stato a eleggere i vescovi è la Francia, e riguarda l'arcidiocesi di Strasburgo e la diocesi di Metz. Dal 1905 vige in Francia la legge di separazione tra Stato e Chiese, per cui tutti i vescovi francesi sono di libera nomina pontificia. Fanno eccezione i vescovi di Strasburgo e di Metz, perché al momento dell'entrata in vigore della legge nel 1905, i loro territori facevano parte della Germania. Per cui in queste due sedi episcopali è ancora in vigore il Concordato napoleonico del 1801, che prevede che sia il Presidente della Repubblica francese a eleggere i due vescovi, i quali, se ritenuti idonei, ricevono l'istituzione canonica da parte del papa. Di fatto però, «il Presidente della Repubblica accetta di presentare al Papa, in vista dell'istituzione canonica, il candidato prescelto dalla Santa Sede.»